# Літературна премія імені Катерини Мандрик-Куйбіди
Всеукраїнська літературна премія імені Катерини Мандрик-Куйбіди — присуджується за найкращий літературний твір на патріотичну тематику.

## Катерина Мандрик-Куйбіда
Катерина Михайлівна Куйбіда (Мандрик) (1927—2004) — українська поетеса, громадсько-політична діячка, учасниця визвольних змагань, довголітня політична ув'язнена (провела 5 років у радянських таборах і 8 років на засланні), мати українського політика та науковця Василя Куйбіди.

## Історія
21 березня 2017 року під час засідання сесії Львівської обласної ради депутати затвердили Положення про обласну літературну премію імені Катерини Куйбіди. Премія присуджується щорічно авторам нових поетичних творів, які відзначаються високою художністю, глибоким переосмисленням історії рідного народу та яскравим зображенням його багатовікової боротьби за волю й незалежність. Засновниками премії виступили Львівська обласна рада, Львівська обласна організація Національної спілки письменників України та Всеукраїнське Братство ОУН —УПА
У жовтні 2023 секретаріат Національної спілки письменників України надав літературній премії імені Катерини Мандрик-Куйбіди статусу всеукраїнської.

## Переможці
2023 рік:
- лауреат 1 премії Михайло Жайворон (м. Житомир) за збірку «Гніздо висоти».
- лауреат 2 премії Катерина Тихонова (м. Золочів) за збірку «Поговорити пошепки»;
- лауреат 3 премії Василь Головецький(м. Житомир) за збірку «Мамо, я убитий в Ірпені».

2023 року на преміювання переможців премії у Комплексній програмі розвитку культури Львівщини було передбачено 100 тис. грн.